# Château de Nisa
Le château de Nisa est un château médiéval situé dans la freguesia de Esperito Santo (pt), sur le territoire de la municipalité de Nisa (district de Portalegre, Portugal),.
Il est classé Monument national depuis 1922.

## Historique
Dans le contexte des luttes pour la reconquête chrétienne de la péninsule Ibérique et la formation du royaume du Portugal, le roi Sanche II (1223-1248) fit une importante donation de terres à l'Ordre de Saint-Jean de l'Hôpital de Jérusalem, comprenant les villes d'Amieira do Tejo, Belver (Gavião) et Crato (1232).
La ville et son château furent construits par les chevaliers de l'Ordre du Temple, sous la direction de leur maître de l'époque, Dom Lourenço Martins. Les travaux furent achevés six ans plus tard (1296). Avec l'extinction de l'Ordre, ses domaines passèrent à l'Ordre du Christ (1319).
Durant la guerre de Succession d'Espagne, la ville fut occupée quelques jours par les troupes espagnoles (juin 1704), qui endommagèrent ses défenses. Par la suite, le développement urbain fit également des ravages, à tel point qu'une enquête de 1827 signale déjà la ruine des défenses. Les ruines du château ont été classées Monument National par décret publié le 4 juillet 1922.

## Description
Il ne reste que peu de vestiges du complexe défensif du XVIe siècle, constitué d'une vaste enceinte de granit renforcée de tours, dominée par le donjon et sa barbacane. Il ne reste aujourd'hui que quelques pans des anciens remparts, où s'ouvrent deux des six portes d'origine :
- la Porta da Vila, en arc en plein cintre, flanquée de deux tourelles crénelées,
- la Porta de Montalvão, en arc brisé, à côté d'une autre tour.

## Galerie

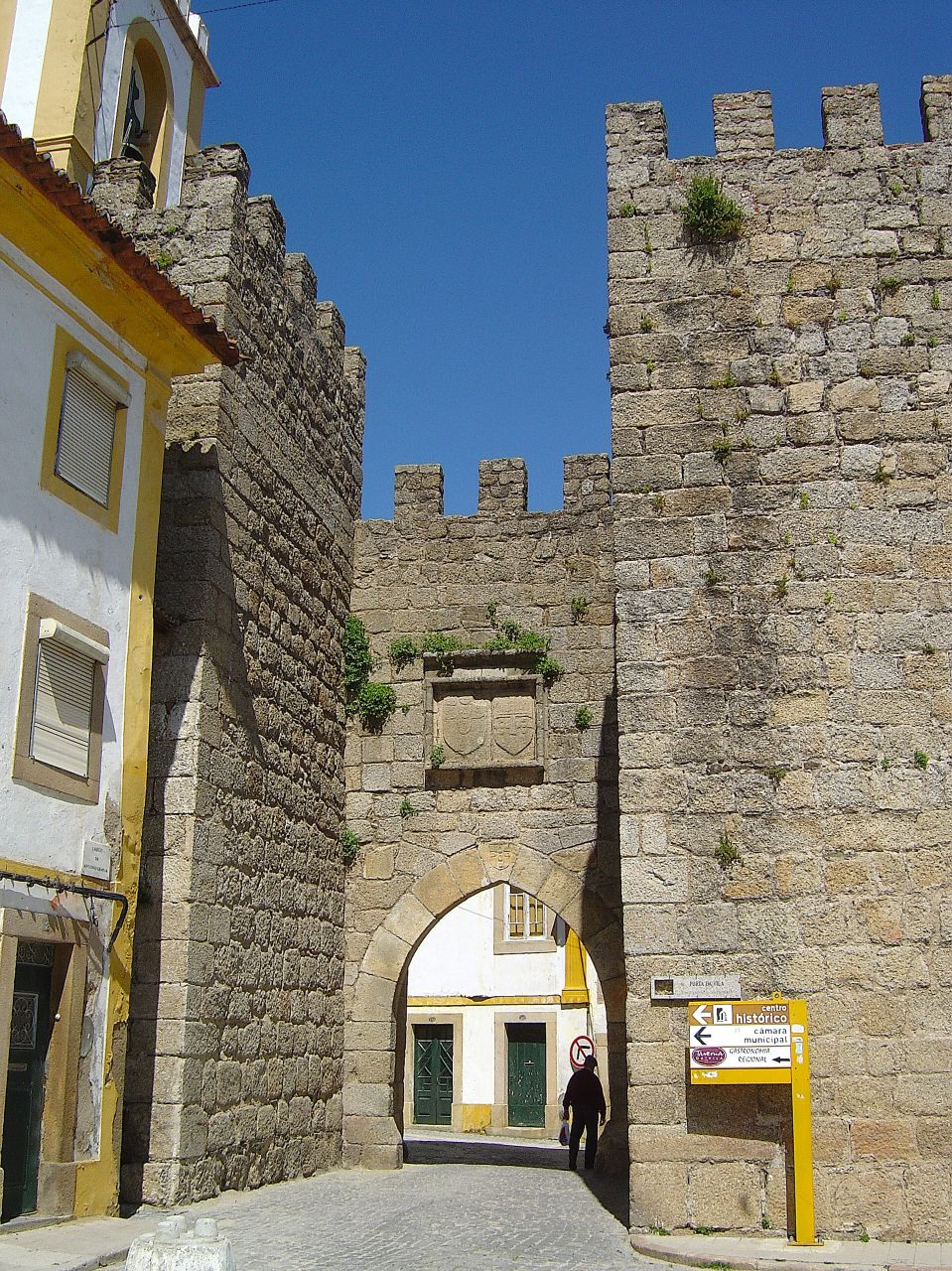
La Porta da Vila.
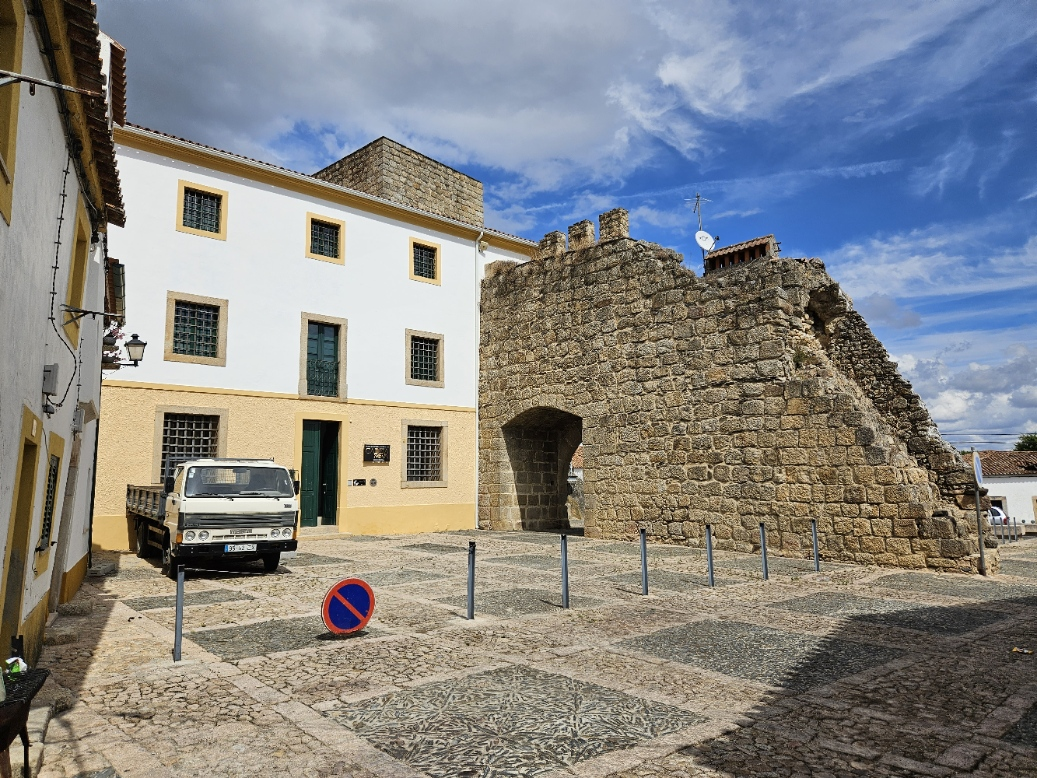
La Porta de Montalvão.